# Tratados de Versalhes (1783)

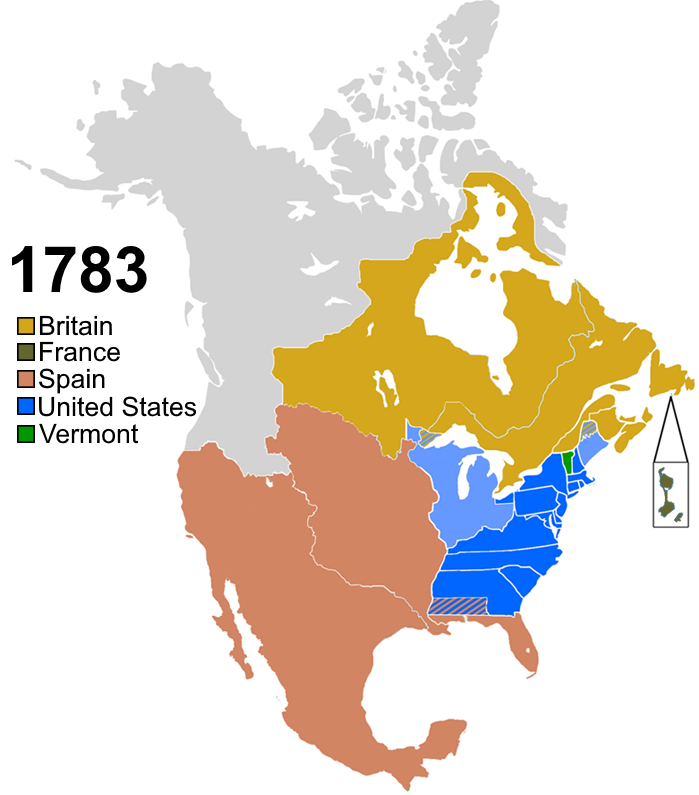
Mapa da América do Norte após a Paz de Paris de 1783 (Vermont foi independente até 1788)

A Paz de Paris de 1783 foi o conjunto de tratados que pôs fim à Guerra Revolucionária Americana. Em 3 de setembro de 1783, representantes do rei George III da Grã-Bretanha assinaram um tratado em Paris com representantes dos Estados Unidos da América — comumente conhecido como Tratado de Paris (1783) — e dois tratados em Versalhes com representantes do rei Luís XVI de França e o rei Carlos III da Espanha - comumente conhecidos como os Tratados de Versalhes (1783). No dia anterior, um tratado preliminar havia sido assinado com representantes dos Estados Gerais da República Holandesa, mas o tratado final que encerrou a Quarta Guerra Anglo-Holandesa não foi assinado até 20 de maio de 1784; por conveniência, no entanto, está incluído nos resumos abaixo.
O tratado ditava que os britânicos perderiam suas Treze Colônias e também marcou o fim do Primeiro Império Britânico. Os Estados Unidos ganharam mais do que esperavam, graças à concessão do território ocidental. Os outros Aliados tiveram resultados mistos a fracos. A França se vingou da Grã-Bretanha após sua derrota na Guerra dos Sete Anos, mas seus ganhos materiais foram menores (Tobago, Senegal e pequenos territórios na Índia) e suas perdas financeiras enormes. Já estava com problemas financeiros e seus empréstimos para pagar a guerra esgotaram todo o seu crédito e criaram os desastres financeiros que marcaram a década de 1780. Os historiadores ligam esses desastres à chegada do Revolução Francesa. Os holandeses não ganharam nada de valor significativo no final da guerra. Os espanhóis tiveram um resultado misto; eles recuperaram Menorca e Flórida, mas Gibraltar permaneceu em mãos britânicas.